# Comuna Vîșnivciîk, Cemerivți
Vîșnivciîk (în ucraineană Вишнівчик) este o comună în raionul Cemerivți, regiunea Hmelnîțkîi, Ucraina, formată din satele Slobidka-Skîpceanska, Vîșnivciîk (reședința) și Zavadivka.

## Demografie
Componența lingvistică a comunei Vîșnivciîk
     Ucraineană (98,97%)
     Alte limbi (1%)
Conform recensământului din 2001, majoritatea populației comunei Vîșnivciîk era vorbitoare de ucraineană (98,97%), existând în minoritate și vorbitori de alte limbi.